# APSK
APSK, amplitude and phase-shift keying, klíčování amplitudovým a fázovým posuvem je digitální modulační schéma pro přenos dat kombinující klíčování amplitudovým posuvem (ASK) a klíčování fázovým posuvem (PSK), které při daném poměru signálu a šumu a řádu modulace dosahuje nižší bitové chybovosti (BER) než ASK nebo PSK za cenu větší složitosti.
Kvadraturní amplitudovou modulaci (QAM) lze považovat za podmnožinu APSK, protože všechna QAM schémata používají modulaci amplitudy i fáze nosné. Tradičně jsou QAM konstelace pravoúhlé a APSK konstelace kruhové, ale nemusí tomu tak být vždy. Liší se způsobem vytváření; QAM se vytváří ze dvou ortogonálních signálů. Výhodou APSK oproti obvyklé QAM je nižší počet možných úrovní amplitudy a z toho plynoucí nižší poměr špičkového a průměrného výkonu (anglicky peak-to-average power ratio, PAPR). Díky nižšímu PAPR a z toho plynoucí lepší odolnosti proti nelinearitám zesilovače a kanálu je APSK vhodnější pro satelitní komunikaci včetně DVB-S2.

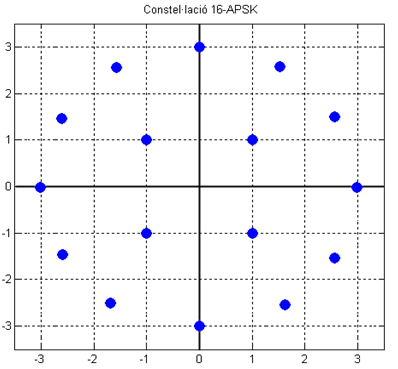
Upravený konstelační diagram 16-APSK. Typicky má 16-APSK posuny fáze odstupňované na vnější kruhu, který zde není zobrazen, po 15 stupních. Symboly lze snadno rozlišit a navíc změna prostoru mezi prstenci umožňuje potlačovat zkreslení při přenosu.

## Konstelace
Existuje mnoho APSK konstelací. Nejobvyklejší jsou konstelace kruhové, ale existují i konstelace trojúhelníkovité, pravoúhlé a šestiúhelníkovité. Může existovat několik konstelací stejného řádu, například 16-APSK je možné implementovat kruhovou konstelací (1, 5, 10) nebo (5, 11). Rostoucí počet prstenců snižuje bitovou chybovost, ale zvyšuje PAPR.
Při pečlivém návrhu geometrie konstelací se lze jejich zvětšováním přibližovat gaussovské kapacitě kanálu. Pravidelné QAM konstelace jsou o 1,56 dB horší. Předchozí řešení, kde konstelace má gaussovský tvar, se nazývá tvarování konstelace.